# مسیحیت در تاجیکستان
مسیحیت یک دین اقلیت در تاجیکستاناست. در دانشنامه جهان مسیحیت، کلیسای ارتدوکس روسیه به عنوان بزرگ‌ترین کلیسا در تاجیکستان نام برده شده است. کلیسای لوتری نیز یک جماعت در تاجیکستان می‌باشد و گروه‌های کوچکتر هم در چند مکان دیگر حضور دارند این دانشنامه همچنین به حضور کلیسای ارتدوکس اوکراین در تاجیکستان اشاره می‌کند. حدود ۳۰۰۰ پروتستان انجیلی نیز در این کشور زندگی می‌کنند. حدود ۳۰۰ کاتولیک رومی نیز در تاجیکستان حضور دارند.